# 액트시티 하마마쓰
액트시티 하마마쓰(일본어: アクトシティ浜松)는 일본 시즈오카현 하마마쓰시에 위치한 마천루다.

## 같이 보기
- 일본의 마천루 목록